# Jag vill älska dig, o Jesus
Jag vill älska dig, o Jesus är en sång från 1890 med text och musik av Herbert Booth. Sången översattes till svenska 1893 av Emanuel Booth-Hellberg.

## Publicerad i
- Musik till Frälsningsarméns sångbok 1907 som nr 154.
- Frälsningsarméns sångbok 1929 som nr 197 under rubriken "Helgelse - Överlåtelse och invigning".
- Frälsningsarméns sångbok 1968 som nr 171 under rubriken "Helgelse".
- Frälsningsarméns sångbok 1990 som nr 419 under rubriken "Helgelse".